# Pòssum de cua escatosa
El pòssum de cua escatosa o ilangnalya (Wyulda squamicaudata) és una espècie de pòssum del nord-oest d'Austràlia. Està restringit a la regió de Kimberley a Austràlia Occidental. Com que és monotípic dins el seu gènere, a vegades se'l coneix pel seu nom genèric, Wyulda.